# Die Körperfresser kommen
Die Körperfresser kommen, Originaltitel The Body Snatchers, ist ein Science-Fiction-Roman des US-amerikanischen Autors Jack Finney. Er erschien erstmals 1954 als dreiteiliger Fortsetzungsroman im Wochenmagazin Collier’s Weekly und im darauffolgenden Jahr als Taschenbuch beim New Yorker Verlagshaus Dell. Eine erste deutsche Übersetzung erschien 1962 im Heyne Verlag unter dem Titel Unsichtbare Parasiten, eine neue Übersetzung von Tony Westermayr erschien als Die Körperfresser kommen am 1. Januar 1979 im Goldmann-Verlag.

## Handlung
Der Arzt Miles Bennell lebt und arbeitet in der idyllischen Kleinstadt Mill Valley in Kalifornien. Eines Tages besucht ihn seine Jugendfreundin Becky mit einem seltsamen Anliegen. Angeblich ist der Onkel ihrer Freundin nicht mehr er selbst. Miles untersucht den Fall, kann aber nichts Ungewöhnliches feststellen. In den folgenden Tagen kommen immer mehr Leute mit demselben Problem zu ihm. Er schickt sie zu dem Psychiater Manfred „Mannie“ Kaufman, der die Ereignisse aber als Massenhysterie abtut. Miles glaubt dieser Erklärung so lange, bis sein Freund Jack eine halbfertige Kopie seiner selbst im Keller seines Hauses findet. Zusammen mit ihren Partnerinnen beginnen Miles und Jack nachzuforschen und entdecken, dass die Einwohner der Stadt sukzessive durch Aliens ersetzt werden, die als Samenkapseln auf die Erde kamen. Ziel der Aliens, die in einer entindividualisierten, konformistischen Gesellschaftsordnung leben, ist die Weltherrschaft. Wegen der starken Gegenwehr der nicht ausgetauschten Menschen geben die Invasoren aber schließlich ihr Vorhaben auf und verlassen die Erde.

## Hintergrund
Die Körperfresser kommen wurde von Jack Finney zweimal überarbeitet, erstmals anlässlich der Taschenbuch-Erstausgabe von 1955, und erneut 1978 für eine Neuauflage zum Start von Philip Kaufmans gleichnamiger Verfilmung. In den 1960er Jahren wurde der Originaltitel The Body Snatchers für Nachdrucke und Neuauflagen zu The Invasion of the Body Snatchers erweitert, angelehnt an den Titel von Don Siegels Verfilmung Invasion of the Body Snatchers (1956).
Im Zuge zunehmender Interpretationen von Don Siegels Verfilmung als – je nach Standpunkt des Rezensenten – Warnung vor einer kommunistischen Infiltration der USA oder vor dem Konformismus der McCarthy-Ära wurde auch über einen möglichen Subtext in Finneys Roman spekuliert. Finney selbst bestritt eine intendierte Aussage des Buches: „Ich habe Deutungen zur ‚Aussage‘ der Geschichte gelesen, die mich insofern amüsieren, als es keine Aussage gibt. Die Geschichte war als reine Unterhaltung gedacht, und das war ihr einziges Anliegen.“
Die Kritiken zu Finneys Buch waren gemischt. Während das Urteil von Anthony Boucher (in The Magazine of Fantasy & Science Fiction) und John Clute (in The Science Fiction Encyclopedia) positiv ausfiel, monierten Damon Knight (in In Search of Wonder) und Groff Conklin (in Galaxy) mangelnde Logik und Originalität.
Es existiert eine geistige Erkrankung, das Capgras-Syndrom. Die Erkrankten glauben, nahe Verwandte und Freunde seien durch Doppelgänger ausgetauscht worden. Ob Finney diese Krankheit bekannt war und er diese als Anregung für seinen Roman verwendete, ist nicht belegt.

### Titel
Der Englische Begriff snatcher leitet sich vom Verb to snatch „entreißen“ ab und bezeichnet einen Räuber oder, im übertragenen Sinn, einen Kindesentführer. Im Zusammenhang mit dem Roman deutet der Begriff an, dass der Austausch der Körper schnell geschieht. Die deutsche Übersetzung mit „Fresser“ weicht in der Bedeutung vom englischen Begriff ab.
Möglicherweise bezieht sich der Titel auf die Kurzgeschichte „The Body-Snatcher“ (Der Leichenräuber) von Robert Louis Stevenson aus dem Jahr 1884.

## Ausgaben
- Erstdruck: The Body Snatchers. In Collier's, 26. November, 10. Dezember, 24. Dezember 1954.
- Originalausgabe: The Body Snatchers. Dell Publishing, New York, 1955.

Deutsche Übersetzungen
- Unsichtbare Parasiten. Übersetzt von Fritz Moeglich. Heyne #166, 1962.
- Die Körperfresser kommen. Übersetzt von Tony Westermayr. Goldmann Science Fiction #23324, 1979, ISBN 3-442-23324-0.
- Die Körperfresser kommen.	HJB Verlag (Scipio), Mühlhausen-Ehingen 2014, ISBN 978-3-937355-82-5.

## Verfilmungen
- Die Dämonischen, USA 1956, Regie: Don Siegel. Diese erste Verfilmung ist, bis auf den geänderten Schluss, die vorlagengetreueste Umsetzung des Buches.
- Die Körperfresser kommen, USA 1978, Regie: Philip Kaufman. Die Handlung wurde hier in die Großstadt San Francisco verlegt.
- Body Snatchers – Angriff der Körperfresser, USA 1993, Regie: Abel Ferrara. Der Schauplatz ist ein Armeestützpunkt in den USA.
- Invasion, USA/BRD 2007, Regie: Oliver Hirschbiegel. Hier wurde erneut ein urbaner Schauplatz als Ausgangspunkt gewählt, die Außerirdischen selbst treten in den Hintergrund.